# Charles Sibanda
Charles Sibanda (ur. 30 marca 1985 w Bulawayo) – zimbabwejski piłkarz grający na pozycji napastnika. W swojej karierze rozegrał 20 meczów i strzelił 2 gole w reprezentacji Zimbabwe.

## Kariera klubowa
Swoją karierę piłkarską Sibanda rozpoczął w klubie Hwange FC. W sezonie 2008 zadebiutował w jego barwach w drugiej lidze zimbabwejskiej. W latach 2009–2010 występował w Motor Action FC, z którym w sezonie 2010 został mistrzem Zimbabwe. W latach 2011–2013 był zawodnikiem FC Platinum. W sezonie 2011 wywalczył z nim wicemistrzostwo Zimbabwe. W 2014 roku grał w Highlanders FC, a w latach 2015-2016 w How Mine FC. W latach 2016–2019 ponownie występował w FC Platinum, w którym zakończył karierę. W sezonie 2016 został z nim wicemistrzem, a w sezonach 2017, 2018 i 2019 mistrzem Zimbabwe.

## Kariera reprezentacyjna
W reprezentacji Zimbabwe Sibanda zadebiutował 4 sierpnia 2010 w przegranym 0:2 towarzyskim meczu z Botswaną, rozegranym w Selebi-Pikwe. Od 2010 do 2014 wystąpił w kadrze narodowej 20 razy i strzelił 2 gole.